# Cross Timber, Texas
Cross Timber là một thị trấn thuộc quận Johnson, tiểu bang Texas, Hoa Kỳ. Năm 2010, dân số của thị trấn này là 268 người.

## Dân số
- Dân số năm 2000: 277 người.
- Dân số năm 2010: 268 người.